# Nilandhoo (Faafu-atol)
Nilandhoo is een van de bewoonde eilanden van het Faafu-atol behorende tot de Maldiven. Nilandhoo is de hoofdstad van het Faafu-atol.

## Demografie
Nilandhoo telt (stand maart 2007) 833 vrouwen en 837 mannen.